# Hohe Acht

Hohe Acht er det højeste bjerg i den tyske  bjergkæde Eifel i Rheinland-Pfalz. Bjergets højde er 746,9 meter over havets overflade.
Hohe Acht var i tertiærtiden en vulkan.
50°23′09″N 7°00′40″Ø / 50.3858°N 7.0111°Ø